# Tibet-Spaniel
Der Tibet-Spaniel ist eine von der FCI (Nr. 231, Gr. 9, Sek. 5) anerkannte Hunderasse aus Tibet. Das Zuchtbuch führt Großbritannien.

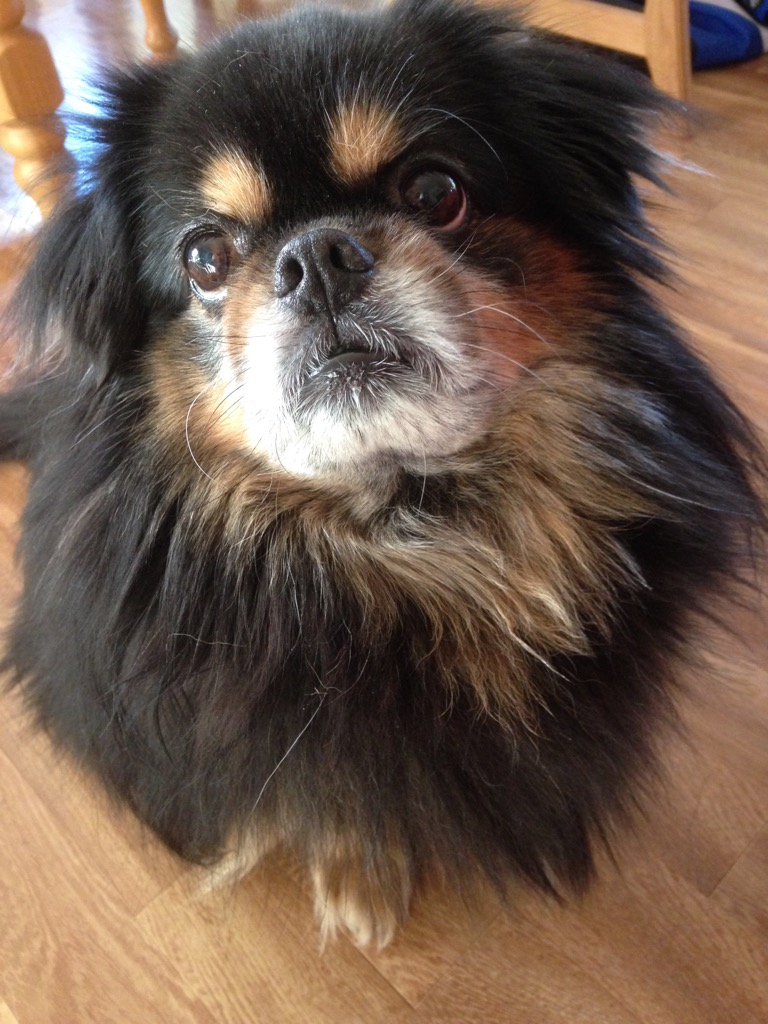

## Herkunft und Geschichtliches
Der Tibet-Spaniel scheint auf Hunde zurückzugehen, die schon um 1000 v. Chr. im zentralasiatischen Gebiet gelebt haben. Die ersten Erwähnungen datieren aus der Zeit der Chin-Dynastie 225 bis 206 v. Chr. Aus Tibet liegen die ersten Aufzeichnungen erst seit der Entwicklung der tibetischen Schrift um 630 n. Chr. vor. Bronzen und Keramiken von 1100 bis 1644 zeigen diesen Hundetyp, der auch Ähnlichkeit mit den heutigen Pekinesen hat, allerdings mit deutlich längerer Schnauze und längerem Rücken. Es scheint, dass ab dem späteren 17. Jahrhundert damit begonnen wurde, einen flachnasigen Hund zu züchten, den wir heute als Pekinesen bezeichnen.
Es ist nicht auszuschließen, dass der Hundetyp Tibet-Spaniel schon sehr früh über die Seidenstraße nach Europa kam und vielleicht einer der Urahnen von europäischen Klein- und Zwerghunden wie Kontinentaler Zwergspaniel, Papillon usw. wurde.
Der erste in Europa erwähnte Wurf von Tibet-Spanieln datiert auf das Jahr 1895 in England. Die Rasse hatte aber in Züchterkreisen so gut wie keine Bedeutung. 1934 wird der erste Rassestandard veröffentlicht, ab da nahmen sich einige Züchter der Rasse an. Der Zweite Weltkrieg machte alle Bemühungen zunichte, es gab danach so gut wie keine Bestände mehr. In Folge wurden neue Hunde aus Tibet importiert und praktisch wieder von vorne begonnen. 1959 wurde der Standard erneuert, 1961 erfolgte die Anerkennung durch die FCI.

## Beschreibung
Der Tibet-Spaniel gehört zu den wenigen Hunden, die sich über die Jahrhunderte, vielleicht Jahrtausende kaum verändert haben. Er ist ein Gesellschaftshund, der bis 25,4 cm groß und bis knapp 7 kg schwer wird, alle Farben und deren Kombinationen miteinander können vorkommen, das Deckhaar ist seidig, von mittlerer Länge, die Unterwolle ist sehr fein. Die Ohren hängen, sind von mittlerer Größe und liegen nicht am Schädel an.

## Wesen und Verwendung
Er ist robust, zäh, herkunftstypisch absolut wetterfest mit scharfen Sinnen. Schließlich ist und war er nicht nur Luxushund, sondern erfüllte auch die Aufgaben, Haus und Hof frei von Ratten und Mäusen zu halten, Fremde zu melden und das in Hochlagen um die 4000 m im Himalaya. Dadurch, dass immer wieder Hunde von dort nach Europa eingeführt wurden, haben sich diese Eigenschaften erhalten.